# ブヤンケルミシュ
ブヤンケルミシュ（モンゴル語: Buyan kelmiš/Буянхэрмиш, 中国語: 普顔怯里迷失, ? - ?）は、コンギラト部出身の晋王カマラの正妃であり、モンゴル帝国第10代皇帝イェスン・テムルの母。『元史』などの漢文史料では普顔怯里迷失と表記される。

## 概要
至元30年（1293年）、モンゴル高原のケルレン河流域にある晋王府に赴き、晋王カマラの妃となった。大徳6年（1302年）、カマラが亡くなると、長子のイェスン・テムルが晋王位を受け継いだ。
その頃、コンギラト部はクビライ家の姻族として最大の勢力を誇っており、カマラの祖母（チャブイ）、母親（ココジン）、弟の妃（ダギ）全てがコンギラト部の出身であり、コンギラト部は莫大な財産と威信を有していた。特にダギは2人の息子（カイシャン、アユルバルワダ）がカアンとなったことで絶大な権力を獲得し、興聖宮を拠点として朝廷の実権を掌握した。
しかしダギの孫に当たるゲゲーン・カアン（英宗シデバラ）はコンギラト派の専横を嫌い、ダギの死後に興聖宮の下で利権を得ていたコンギラト派官僚を弾圧した。ゲゲーン・カアンの弾圧に危機感を覚えたコンギラト派官僚はテクシを中心として結集し、至治3年（1323年）8月にゲゲーン・カアンを暗殺した（南坡の変）。
ゲゲーン・カアンを暗殺したテクシらはモンゴル高原に使者を派遣してイェスン・テムルを推戴する意思を伝え、イェスン・テムルが第10代カアンに即位することとなった。即位したイェスン・テムル・カアンは両親を追尊し、父カマラを光聖仁孝皇帝（顕宗）、母ブヤンケルミシュを宣懿淑聖皇后と諡した。
当時、より有力なカアン候補としてコシラ（後の明宗）とトク・テムル（後の文宗）がいたにもかかわらず、テクシらがやや遠縁のイェスン・テムルを推戴したのは、前2者がコンギラト妃の生まれでなかったのに対し、イェスン・テムルがコンギラト出身のブヤンケルミシュを母としていたためではないか、とする説がある。この後、イェスン・テムル・カアンが死ぬと天暦の内乱が生じ、コシラとトク・テムルが即位したため、イェスン・テムルが最後のコンギラト妃を母とするカアンとなった。